# Smokin' O.P.'s
Smokin' O.P.'s är ett musikalbum av Bob Seger lanserat 1972 på Palladium Records. Skivan består till största delen av låtar komponerade av andra artister. Skivtiteln ger en vink om detta. Smokin' O.P.'s är ett slanguttryck med betydelsen smokin other peoples, röker andra personers och användes om de som alltid röker upp andras cigaretter. På albumet får uttrycket helt enkelt betydelsen röker andra personers sånger. Skivomslaget är också utformat som en parodi på ett paket Lucky Strike.
"If I Were a Carpenter" släpptes som singel och nådde plats 76 på Billboard Hot 100. På albumlistan Billboard 200 nådde det #180. Smokin O.P.'s gavs senare under 1970-talet ut som nyutgåva på Capitol Records och är den äldsta av Segers skivor som officiellt har utgivits på CD.

## Låtlista
(kompositör inom parentes)
1. "Bo Diddley/Who Do You Love?" (Ellas McDaniel) - 6:17
2. "Love the One You're With" (Stephen Stills) - 4:17
3. "If I Were a Carpenter" (Tim Hardin) - 3:47
4. "Hummin' Bird" (Leon Russell) - 3:46
5. "Let It Rock" (Chuck Berry, E. Anderson) - 3:25
6. "Turn on Your Love Light" (Deadric Malone, Joseph Wade Scott) - 4:44
7. "Jesse James" (Trad.) - 3:26
8. "Someday" (Bob Seger) - 2:31
9. "Heavy Music" (Bob Seger) - 2:28